# گیاه‌پارچ زردخز
گیاه‌پارچ زردخز یا نپنتس پیلوسا (به انگلیسی: Nepenthes pilosa ‎/nɪˈpɛnθiːz paɪˈloʊzə/‎) یک گیاه کوزه دار استوایی و بومی بورنئو است. مشخصهٔ این گیاه یک توده متراکم از موهای بلند زرد مایل به قهوه ای است. کوزه آن‌ها دارای یک زائده قلاب مانند متمایز در قسمت زیرین درپوش هستند. نام گیاه‌شناسی آن از کلمه لاتین pilosus به معنای «مودار» گرفته شده‌است.
این گیاه برای مدت طولانی و تا سال ۲۰۰۶ با گیاه دیگری به نام نپنتس چانیانا (N. chaniana) اشتباه گرفته می‌شد.

## بوم‌شناسی
نپنتس پیلوسا بومی رشته کوه بوکیت باتو لسونگ (Bukit Batu Lesung) در شرق کالیمانتان، بورنئو است. این کوه به عنوان یک خط الراس ماسه سنگی طولانی با چندین قله کوچک توصیف شده‌است.
زیستگاه معمولی این گونه، جنگل خزه ای است. جمعیتی متشکل از ۲۰۰ بوته از این گیاه در ارتفاع حدود ۱۶۰۰ تا ۱۷۰۰ متری این کوه‌ها رشد می‌کنند.
این گیاه در فهرست قرمز آی یو سی ان (IUCN) از گونه‌های در معرض خطر در سال ۲۰۱۴، به عنوان گیاهی با داده‌ها کم طبقه‌بندی شده‌است.